# شبح‌بیدان
شبح‌بیدان (نام علمی: Hepialidae) نام یک تیره از راسته پروانه‌سانان است.